# Ungdomshuset
 Ikke at forveksle med det nye ungdomshus på Dortheavej 61.
Ungdomshuset, også kaldet "Ungeren", på Nørrebro i København var i årene 1982-2007 kendt som tilholdssted og undergrundsscene for forskellige grupper af unge, der kulturelt og/eller politisk tog afstand fra det etablerede samfund. Huset, der lå på Jagtvej 69, blev opført i 1897 som Arbejdernes Forsamlingsbygning og var som sådan kendt bevaringsværdigt af Skov- og Naturstyrelsen, en status som dog blev ophævet af Kulturarvsstyrelsen i 2001. I 2000 blev huset solgt af Københavns Kommune til HUMAN A/S, som senere blev købt af frikirken Faderhuset. Siden Faderhuset i efteråret 2006 bad politiet rydde Ungdomshuset, har venstreradikale miljøer protesteret med mange aktioner.
Ungdomshuset blev torsdag d. 1. marts 2007 ryddet ved en aktion, der begyndte 07:00:07. De følgende dage var præget af uroligheder og ødelæggelser, hvor over 714 personer blev anholdt. Den 5. marts ved 8-tiden om morgenen begyndte nedrivningen af huset, der varede indtil den 6. marts ved 23-tiden.
Fra rydningen, der foregik på en torsdag i marts 2007, frem til juni 2008 demonstrerede tidligere brugere og støtter af Ungdomshuset hver torsdag for et nyt ungdomshus i København. De såkaldte torsdagsdemoer drog under ledsagelse af musik, bannere og kampråb ud i København med afgang kl. 17 fra Gammel Torv (tidligere Blågårds Plads).
Efter aktionen G13 indledte Københavns overborgmester Ritt Bjerregaard forhandlinger med repræsentanter fra bevægelsen om oprettelsen af et nyt Ungdomhus, og den 27. oktober opnåede man enighed om en rammeaftale. Efter nogle måneders yderligere forhandlinger landede man på at placere det nye Ungdomshus i en del af Kulturhuset Bispebjerg Nordvest, og d. 11. juni 2008 vedtog borgerrepræsentationen den endelige aftale med løfte om ibrugtagning af det nye Ungdomshus d. 1. juli 2008.
Ungdomshuset på Dortheavej 61 slog dørene op for offentligheden den 18. oktober 2008 og fungerer nu som erstatning for det gamle ungdomshus.
Ungdomshuset og dets skæbne er blevet behandlet kunstnerisk flere gange, både dokumentarisk og i fiktion. I 2024 sendte DR dramaserien Ungeren - Overgi'r sig aldrig, der skildrede Ungdomshusets sidste måneder, set gennem øjnene hos et ungt par, Iben og Alex.

## Aktiviteter
Huset var anarkistisk brugerstyret og derfor uden nogen formel ledelse. Når man skulle tage fælles beslutninger i huset, benyttede man sig af direkte demokrati. Alle afgørelser blev altså truffet i fællesskab ved konsensus blandt husets brugere på de såkaldte mandagsmøder, der blev afholdt hver mandag. Alt arbejde i huset foregik ulønnet og frivilligt af husets brugere.
Ungdomshusets aktiviteter var især centreret omkring afholdelsen af koncerter. De rettede sig primært mod den musikalske undergrund i Danmark og udlandet, men til tider lagde huset plads til kendte, etablerede navne. Igennem tiden har nu kendte kunstnere som Björk med The Sugarcubes ,Einstürzende Neubauten, Nick Cave og D-A-D prøvet kræfter der, før deres karrierer tog fart. Koncerterne i huset var på ikke-kommerciel basis.
Den autonome del af Ungdomshusets brugere har efter de blev truet med rydning af huset ofte været sat i forbindelse med vold og hærværk under afholdelse af demonstrationer og events. Blandt andet i Rødovre den 26. november 2006, hvor nogle demonstranter brød ind til Faderhusets børnegudstjeneste. Ved den lejlighed blev en person tilknyttet Faderhuset udsat for vold og Faderhusets ejendom blev udsat for hærværk, hvilket førte til 90 anholdelser. Fra demonstrationen findes en film, hvor betjente ses slå med knipler mod siddende demonstranter, der modsatte sig anholdelse. De Radikale og SF har krævet, at justitsminister Lene Espersen skal fremlægge en redegørelse for, om disse handlinger er rimelige eller berettigede. Ungdomshusets brugere har også mødt en del kritik for, at de i tiden op til rydningen forskansede sig i huset, der delvist blev omdannet til en fæstning med lagre af kasteskyts, sten, molotovcocktails osv. som en del af brugernes forsøg på at forsvare sig mod en med magt gennemført udsætning.

## Historie

### Folkets Hus
Bygningen blev indviet 12. november 1897 som Folkets Hus. Stedet var den spirende arbejderbevægelses fjerde forsamlingshus i København og lagde bl.a. hus til den anden internationale kvindekonference d. 26. august 1910, hvor de deltagende 130 kvinder fra 16 lande, heriblandt Rosa Luxemburg og Clara Zetkin, bl.a. startede traditionen med Kvindernes internationale kampdag, ganske som også Kvindeligt Arbejderforbund blev stiftet i huset. Det blev også besøgt af Vladimir Lenin. Adskillige demonstrationer og møder mod arbejdsløsheden er i tidens løb udgået fra huset; f.eks. Stormen på Børsen i 1918, der blev arrangeret af syndikalister og er blevet fremhævet af nutidens autonome som en vellykket aktion.
Gennem 1950'erne var det fortsat hovedsageligt arbejderbevægelsens afdelinger, foreninger og forbund, der lejede sig ind i huset, selv om alskens andre forskellige aktiviteter også foregik i huset – bl.a. boksestævner og afdansningsballer. I 1956 blev det nedslidte hus aflastet, da det nye Folkets Hus (i dag spillestedet Vega) blev indviet på Vesterbro.

### Mellemtid
Fra omkring 1960 stod Folkets Hus på Jagtvej tomt. I 1968 købte Brugsen bygningen med det formål at rive den ned og bygge et supermarked på stedet (en Irma, ifølge kilder[kilde mangler]). Dette blev forhindret på baggrund af stedets historiske betydning, og i stedet nedrev[kilde mangler] man den ligeledes bevaringsværdige nabobygning Colosseum, der senere blev erstattet af en Aldi, under protester fra bl.a. Nørrebros Handelsforening. I 1978 blev ejendommen solgt videre til folkemusik-aftenskolen "Tingluti", som ejede huset fra 1978 til 31 oktober 1982. Foreningen havde godt 600 medlemmer og drev en aftenskole med folkedans-sang og musik, samt arrangerede forskellige kulturelle begivenheder, bl.a. koncerter med både indenlandske og udenlandske grupper. Huset blev drevet udelukkende af frivillig arbejdskraft. Da Kommunen ikke ønskede at støtte aktiviteterne ved f.eks. at nedsætte ejendomsskatterne, blev det nødvendigt at udleje også til anden side. I julen 1981 skete der en frostsprængning i varmeanlægget på tredje sal, med vandskade hele vejen ned gennem bygningen. Foreningen søgt igen kommunen om hjælp til reparation m.m., men fik igen afslag. Udgifterne til huset blev nu så store at Tingluti ikke kunne klare det, og kommunen søgte et sted til BZ bevægelsen, så en overdragelse blev aftalt mod at Tingluti fik brugsret til at leje nogle nyindrettede lokaler i den gamle Osram fabrik i Valhalsgade.[kilde mangler]

### Ungdomshus
Den 29. oktober 1982 fik BZ-Brigaden af Københavns Kommune mulighed for at benytte huset på Jagtvej 69. BZ’erne inviterede overborgmester Egon Weidekamp med til indvielsen af huset, men da han ankom, blev han mødt med en spand vand. Hermed signaleredes, at BZ’erne – skønt de havde fået et af deres væsentligste krav opfyldt – ikke havde til hensigt at respektere autoriteterne.
31. oktober 1982 besluttede Københavns Kommune at købe bygningen af foreningen Tingluti og overdrage brugsretten til en ikke nærmere defineret gruppe benævnt brugerne af Ungdomshuset. Det var meningen, at der skulle have været nedsat en forening til formålet, men dette blev aldrig gjort. En af betingelserne var at en kontaktgruppe skulle stå for forbindelsen til kommunen, men denne gruppe forsvandt efter nogle år.
Huset udviklede sig med tiden til et meget aktivt samlingssted. Efter at BZ-bevægelsen ebbede ud, var huset mest rammen om mindre politiske aktiviteter som koncerter og lignende, og da Saltlageret i 1987 blev revet ned for at give plads til Planetariet, blev Ungdomshuset byens centrum for punkmusik og -kultur. I 1990'erne begyndte den autonome bevægelse at vinde indflydelse.
Ungdomshusets indre raseredes af en brand i januar 1996, og nogenlunde samtidig blev der opdaget udbredt svamp og råd i trækonstruktionerne. Københavns Kommune besluttede i løbet af november 1996 at lukke huset med den begrundelse, at det ville være for bekosteligt at udbedre skaderne, installere centralvarme og føre sanitet og el frem til et nutidigt niveau. Brugerne af Ungdomshuset gik i juni 1996 selv i gang med reparationen af brandskaderne. Dette arbejde blev omkring 1. marts året efter godkendt af brandmyndighederne, og Ungdomshuset indgik efterfølgende i 1997 i en aftale om drift med Københavns Ungdomscentre (KUC), der på det tidspunkt administrerede Københavns beboerhuse.

## Salget af Ungdomshuset
Efter udbedringen af skaderne på huset skrev repræsentanter fra Ungdomshuset den 10. april 1997 under på en aftale med Københavns Kommune, hvor et vigtigt punkt var, at brugsretten til huset kunne opsiges med tre måneders varsel.
Efter overfaldet på Pia Kjærsgaard på Nørrebro, 24. marts 1998, forlangte Søren Pind at ungdomshuset skulle lukkes fordi det var arnested for en voldelig udvilking i det autonome miljø . Dette blev dog ikke realiseret. Bygningen blev sat til salg til højestbydende i 1999, hvilket fik brugerne til at hænge et banner op på facaden med teksten "Til salg sammen med 500 autonome, stenkastende voldspsykopater fra helvede", hvilket senere blev titlen på en dokumentarfilm om Ungdomshuset.
Efter en rum tid, hvor ingen købere meldte sig, kom der i 2000 et bud på omkring 2 mio. kroner fra Fonden til Fremme af Blivende Økologisk Balance og kort tid efter et bud i samme størrelsesorden fra den kristne frikirke Faderhuset. Disse bud tilfredsstiller dog ikke borgerrepræsentationen, der i maj 2000 beslutter, at Ungdomshuset kan fortsætte i kommunalt regi, hvis ikke der inden for et halvt år melder sig "en seriøs køber" [kilde mangler]. Netop som det halve år er ved at ebbe ud, indløber der imidlertid i oktober 2000 et bud fra det ellers ukendte aktieselskab "Human A/S under stiftelse", og den 16. november 2000 vælger Københavns Kommune at acceptere buddet. Bag selskabet stod advokat Inger Loft, der kort indtil salget havde været beskæftiget på kommunens faste advokatkontor[kilde mangler].
En klausul i salgsaftalen bestemte, at huset ikke måtte sælges videre, uden at kommunen først fik ret til at købe det tilbage. Denne klausul forhindrede imidlertid ikke, at køberen, Human A/S, kunne skifte ejer, og dette var netop, hvad der skete, da alle aktier i selskabet pludselig blev solgt til Faderhuset i september 2001. Kommunen vurderede selv, at man ikke kunne håndhæve sin forkøbsret. Faderhuset meddelte straks derefter, at man ville indrette huset som et kristent ungdomshus og opsagde følgelig aftalen om brugsret for husets beboere med tre måneders varsel. Advokat Inger Loft, der stod for Human A/S, og Faderhuset har efterfølgende begge erklæret, at de ikke havde faste planer med købet.
Da 50 af Faderhusets medlemmer den 31. december 2001 ved låsesmedes hjælp kom ind i bygningen, blev de fulgt af en større gruppe unge med tilknytning til Ungdomshuset, der med vold smed dem ud. Enkelte af Faderhusets medlemmer fik knubs, mens frikirkens leder Ruth Evensen fik en flænge ved øjet. Ingen aktivister kom til skade ved sammenstødet.
I august 2003 blev Ungdomshuset stævnet af Faderhuset, som ønskede at få rettens ord for, at den havde ejendoms- og brugsret over bygningen. Sagen startede i november måned ved Københavns Byret.
Den 7. januar 2004 afsagde retten følgende dom i sagen: "Sagen er ikke en sag under lejeloven. Ungdomshusets brugere tilpligtes at erkende, at deres brugsret er ophørt, og de skal yderligere anerkende, at alle aftaler vedrørende brug af Ungdomshuset er ophørt". Human A/S fik ikke tilkendt erstatning for de udgifter, selskabet havde afholdt i perioden. Ungdomshusets brugere valgte at anke dommen til Østre Landsret og nægtede at flytte fra huset.
Landsrettens dom, som faldt efter nogen udsættelse den 28. august 2006, stadfæstede byrettens dom fra 2004. Forud for dommen var det fra Ungdomshuset blevet meddelt, at "beslutninger om Jagtvej 69's skæbne bliver taget af mandagsmødet, ikke af landsretten", og de unge nægtede da også fortsat at forlade bygningen og foreslog i stedet en politisk løsning. Efter landsrettens stadfæstelse af byretsdommen gennemførte husets brugere i ugerne efter flere uanmeldte og spontane aktioner på Nørrebro. Under flere af disse aktioner blev der afbrændt containere, kastet med sten og lavet blokader i kvarterets gader. Som følge heraf opløste politiet aktionerne under voldsomme omstændigheder og anholdt over 200 demonstranter, hvoraf flere blev sigtet for vold mod tjenestemand i funktion.
I september 2006 forsøgte Ungdomshuset at anke sagen videre til Højesteret, men dette blev afslået af Procesbevillingsnævnet 30. oktober med henvisning til, at sagen ikke var af principiel betydning. I mellemtiden havde fogedretten 17. oktober afgjort, at Ungdomshusets nuværende beboere skulle rømme bygningen senest 14. december 2006, samt at fogeden kunne foranledige dem fjernet ved politiets hjælp, hvis dette ikke skete.

### Mæglingsforsøg
I september opstod ligeledes Fonden Jagtvej 69, der under ledelse af advokat Knud Foldschack forsøgte at købe ejendommen af Faderhuset for at overdrage den til de unge med henblik på at sikre "et aktivt, dynamisk og spændende ungdomsmiljø i København". Fonden afgav et tilbud på 5 mio. kroner for ejendommen, men Faderhuset ønskede ikke at sælge. I denne forbindelse udtalte politidirektør Hanne Bech Hansen, at hun håbede, at Faderhuset ville sælge, fordi en konfrontation derved ville kunne undgås. Også overborgmester Ritt Bjerregaard anbefalede Faderhuset at sælge huset, hvilket førte til kritik fra borgerlige kommunalpolitikere, der mente, at hun gav efter for trusler om "bål og brand i Københavns gader". En professor i offentlig forvaltning udtrykte, at et sådant pres er usædvanligt, men lovligt. Faderhuset pointerede, at sagen for dem var principiel, og at de ikke ønskede at give efter for de angreb, de havde været udsat for.

### Løsningsideer
Nogle kommunalpolitikere foreslog at udarbejde en lokalplan, som ville forhindre anden brug end den nuværende. Planen havde i første omgang et flertal bag sig med Socialdemokraterne, SF, Enhedslisten og Det Radikale Venstre, men den blev mødt af kritik fra flere kanter, hvorefter Det Radikale Venstre og Socialdemokraterne ikke længere ønskede at støtte forslaget. Da der herefter ikke længere kunne samles flertal for planen, blev den snart opgivet.
På tilsvarende måde fremsatte Enhedslisten forslag om et landsplansdirektiv i Folketinget, hvilket alle andre partier afviste. Landsplaner omhandler normalt udlægning af arealer i national målestok til sommerhusområder, vindmølleparker, motorveje osv.
Overvejelserne har også omfattet muligheden for, at Københavns Kommune (evt. i samarbejde med Fonden Jagtvej 69) skulle finde et andet hus til Ungdomshusets brugere. Selv om disse tidligere skarpt havde afvist at opgive Jagtvej 69, kom man dog fra brugernes side – presset af situationens alvor – efter et stormfuldt møde, der varede adskillige dage i træk, frem til en konsensus, der indebar, at man ikke ville afvise en sådan løsning, "hvis nu kommunen finder et tilsvarende hus [...] i bydelen, som vi selv kan råde over på vores egne betingelser". Ungdomshusets brugere henholdt sig til et gammelt løfte om, at kommunen ved en eventuel opsigelse af brugsretten ville stille et andet hus til rådighed, og krævede på basis heraf, at en eventuel afløser til huset på Jagtvej 69 kun måtte koste 1 kr., så husets eksistens ikke var afhængig af, at privatpersoner skulle stille millioner til rådighed. De forhandlinger, der fandt sted mellem Københavns Kommune og fonden Jagtvej 69, endte dog fastlåst, da kommunen nægtede at imødekomme dette krav.
Den 30. november bestemte fogedretten, at rydningen af Ungdomshuset skulle udskydes indtil videre, da Københavns Politi havde meddelt retten, at man ikke kunne garantere for sikkerheden under rydningen. Faderhuset tilkendegav enighed med afgørelsen.
Den 12. december 2006 afslog Faderhuset et nyt købstilbud fra Fonden Jagtvej 69 på 13 millioner kroner (+ to millioner til renovation) og slog ved samme lejlighed fast, at Ungdomshuset ikke var til salg.
I ugen op til den oprindelige rydningsdato blev der afholdt en række støttekoncerter med bl.a. punkgruppen Guddommelig Galskab, skagruppen Skalar og en række guitarister såsom Rasmus Nøhr, Niels Skousen og Lizette.

## Demonstrationer i december 2006
På den oprindeligt fastsatte rydningsdag, 14. december 2006, blev der afholdt en stor demonstration på Rådhuspladsen i København med samlingspunkter på Enghave Plads, Skt. Hans Torv, Nørrebro og Christiania. Demonstrationen forløb fredeligt og havde ifølge Københavns Politi over 5000 fremmødte – omend deltagertallet sættes til blot 1.500 af kilder som Urban og metroXpress.
Der blev afholdt en uanmeldt demonstration den 16. december, der startede ud på eftermiddagen med et optog på Jagtvej i sydvestlig retning. Optoget blev bragt til standsning og opløst af politiet. Efterfølgende spredte demonstranterne sig rundt på det indre Nørrebro og i særdeleshed omkring Ungdomshuset. Demonstranter udøvede hærværk og satte ild til containere, malingsdåser og andet småt brændbart. Således blev der tændt bål flere steder på Nørrebrogade og i sidegaderne, ligesom adskillige butiksruder blev knust. På et tidspunkt opstod der endda også slåskamp mellem nogle aktivister og nogle rockere ved Kronborggade/Hørsholmsgade efter et fejlslagent forsøg på at tænde bål. I tiden umiddelbart derefter opstod der regulære gadekampe omkring Ungdomshuset og Nørrebros Runddel mellem demonstranter og politibetjente. Således kunne der i løbet af aftenen meldes om over 300 anholdelser, men tilsyneladende kun få kvæstede. Politiet afviste at benytte lejligheden til at rydde selve Ungdomshuset.
I alt blev der anholdt 273, hvoraf 87 var udlændinge. 220 personer blev fremstillet i grundlovsforhør, og af disse blev 130 løsladt på baggrund af manglende beviser.. To udlændinge, en 27-årig italiensk mand og en 25-årig portugisisk kvinde, blev fængslet i 25 dage, bl.a. for hærværk.
Efter volden og ødelæggelserne udtalte mange borgere på Nørrebro, at de ikke havde sympati for Ungdomshuset. Visse støttegrupper fastholdt, at urolighederne var politikernes skyld, mens andre grupper og kulturpersoner tog afstand fra volden, men fastholdt deres støtte til Ungdomshuset selv.

## Rydning
Den 1. marts 2007 kl. ca. 7.00 påbegyndte Københavns Politi en rydning af Ungdomshuset. Området omkring bygningen blev afspærret i en radius på omkring 50 meter, og naboer til Ungdomshuset blev varslet om situationen, så de fik mulighed for at fjerne deres biler, inden området blev helt aflukket. Bygningen blev indtaget blandt andet fra luften af folk fra AKS dels ved hjælp af en helikopter fra forsvaret, dels via containere, der blev løftet op af kraner, medens der blev sprøjtet skum ind i huset og brugt tåregas. Det er efterfølgende kommet frem, at ikke alene militært materiel, men også militært personel blev brugt under aktionen. Justitsministeren har oplyst at der var militært personale i de militære helikoptere og køretøjer samt personale fra ammunitionsberedskabet (der foretog gennemgang af Ungdomshuset for for våben og bomber, med bistand fra Beredskabsstyrelsens kemiske beredskab med rådgivning og analyser).
Brugerne af Ungdomshuset varslede i en pressemeddelelse, at de ikke ville opgive huset uden kamp: "Der er enten et ungdomshus eller en kamp for et ungdomshus – rydningen bliver aldrig tilgivet". Således udviklede der sig også, som ventet og varslet, aktioner i byen på blandt andet Nørrebrogade, Fælledvej, Jagtvej og store dele af Christianshavn, hvor det kom til kampe mellem de aktionerende og politiet. De aktionerende byggede vejblokader, kastede med brosten og flasker mod politi og Københavns Brandvæsen, samt væltede og afbrændte parkerede biler. Politiet tog klokken ca. 21:30 tåregas i brug. Kampene mellem demonstranter og politi tog langsomt af i løbet af natten, og om morgenen den 2. marts var alt fredeligt igen.
Om formiddagen den 2. marts besatte en lille gruppe aktivister Socialdemokraternes partihovedkvarter, men de blev hurtigt fjernet.
Om eftermiddagen oplyste politiet til pressen, at de ville hente 20 letsikrede køretøjer hjem til Danmark fra deres svenske kollegaer for at opruste mod eventuelle nye uroligheder. Faderhuset sendte i løbet af eftermiddagen folk ind i Ungdomshuset for at rydde det for inventar, hvorefter det blev meddelt, at brugerne af huset skulle kontakte Faderhuset, hvis de var interesseret i at få deres ting tilbage. I løbet af dagen var der fredelige demonstrationer rundt omkring i København. Sent om aftenen drog en gruppe fra indre by mod Sankt Hans Torv på Nørrebro, hvor flere demonstranter kastede brosten og flasker efter politiet. Politiet svarede tilbage med tåregas, hvorefter gruppen gik i opløsning. Kort efter blev biler, containere og andet brændbart materiale sat i brand i området omkring Sankt Hans Torv og ved Christiania. Desuden blev Christianshavns Gymnasium raseret. Urolighederne blev af politiet betegnet som organiserede. Adskillige demonstranter blev anholdt, og flere demonstranter kom til skade. En da han blev ramt i nakken af en brosten kastet fra en med-aktivist. En anden da han blev ramt af en krysantimumbombe, lige så kastet fra en med-aktivist. Meldingen om de tilskadekomne demonstranter kom fra politiet.
Under urolighederne blev potentielt livsfarlige tåregasgranater benyttet, hvortil politiets informationschef udtalte, at de begik en fejl. Denne type tåregasgranater er beregnet til at skyde igennem døre, vinduer eller vægge, men kan medføre alvorlige skader, hvis en person rammes direkte.

### Nedrivning
Klokken cirka 06.00, mandag 5. marts 2007, startede forberedelser til nedrivningen af Ungdomshuset på Jagtvej 69 og klokken cirka 07.00 påbegyndtes selve nedrivningen under anvendelse af to kraner, en mindre og en større. Nedrivningen gav anledning til tårer blandt såvel nuværende som tidligere brugere, hvoraf en del samledes for at overvære nedrivningen på første hånd. Senere lagde sympatisører blomster og farvel-hilsner på Nørrebros Runddel, da fire gader var blevet afspærret af Københavns Politi for at undgå uroligheder. Både entreprenørmaskiner og bygningsarbejdere var maskerede og arbejdede under politiets beskyttelse, idet man frygtede, at Ungdomshusets støtter ville forfølge de virksomheder, der bistod i nedbrydningsarbejdet. Det lykkes dog støtter at identificere flere af virksomhederne, som efterfølgende blev udsat for hærværk og telefontrusler.

### Ground 69
Udtrykket Ground 69 bruges om tomten, hvor Ungdomshuset stod før nedrivningen. Navnet er dannet med inspiration fra Ground Zero – grunden, hvor World Trade Center stod før Terrorangrebet den 11. september 2001.
Politiet ryddede Ungdomshuset 1. marts 2007, og den 5. marts startede nedrivningen af huset. Da politiet få dage efter ophævede blokaden af Jagtvej blev det muligt for de tidligere brugere at besøge grunden. Det medførte, at der blev afholdt flere fester på grunden, hvor de to af dem, den 9. og 10. marts, endte med anholdelser. Der opholder sig stadig folk på grunden til tider, oftest turister eller forbipasserende som lægger blomster og afskedsgaver for Ungdomshuset. Grunden er således blevet en slags mindestue på Nørrebro. Den 18. maj 2007 meddelte lederen af Faderhuset, Ruth Evensen, at de planlægger at påbegynde bygningsarbejde på grunden. Grunden flød senere voldsomt med affald og blev så ulækker , at Københavns Kommune selv tog initiativ til at rydde op og sendte regningen videre til Faderhuset. 
19. september 2007 kom det frem at en anonym ejendomsinvestor havde fået tilbudt at købe byggetomten for 15 mio. kr. Den anonyme investor oplyste at han havde fået grunden tilbudt via en københavnsk ejendomsmægler. På trods af utallige tilbud og forsøg på salg er grunden i dag endnu ikke afsat.

## Konsekvenser

### Økonomiske konsekvenser
De hændelser, der resulterede af beslutningen om at sælge Ungdomshuset – de gadekampe, der fulgte i kølvandet på rydningen af Ungdomshuset, den deraf afledte politiindsats, og genetablering af vejbelægning – blev omkostningsfuldt for samfundet. I alt blev ekstraomkostningerne inden for justitsministerens område på omkring 72 millioner kroner. Den største del af ekstraudgifterne, ca. 40 millioner kroner, gik til overarbejdsbetaling til de udkommanderede politifolk i forbindelse med rydningen og urolighederne.
20 millioner kroner gik til at dække politiets ekstraordinære driftsomkostninger, såsom indkvartering og forplejning af ikke-københavnske politibetjente, der blev hentet ind som ekstra forstærkning. En post på yderligere ca. 10 millioner gik til anskaffelse af ny udrustning, såsom beskyttelsesudstyr til betjente.
Ligeledes resulterede de mere end 750 anholdelser og over 200 varetægtsfængslinger i meromkostninger til kriminalforsorgen og domstolene. Det beløb sig til cirka to millioner kroner.
Af andre kommunale udgifter kan bl.a. nævnes de 78.000 kroner, Københavns Kommune brugte forud for rydningen, i forbindelse med Udarbejdning af evakueringsplaner for børnehaver og vuggestuer, og på at lægge planer for den sociale døgnvagt.
Yderligere har kommunen måtte bruge mindst 2,6 millioner kroner på at dække udgifter relateret til urolighederne på Nørrebro. Det beløb dækker bl.a. brandslukning og reetablering af de veje og cykelstier, der blev ødelagt under urolighederne. Dertil skal lægges de tab, som privatpersoner har lidt i form af udbrændte biler og ødelagte forretninger, lige som flere institutioner selv har måtte betale for de ødelæggelser, de blev pådraget.
Politiets ressourcer er også blevet drænet af de mange aktioner omkring ungdomshuset, så meget, at man har måttet skære ned på andre politiopgaver.

### Radikalisering
Gadekampene i København i forbindelse med rydningen af Ungdomshuset var nogle af de værste, der er set i Danmark i nyere tid. Det har fået flere politikere og politifolk til at udtrykke deres bekymring for, at der tale om en egentlig radikalisering af de ekstremistiske miljøer i Danmark. I den forbindelse udtalte chefen for PET, Jakob Scharf, følgende:
"Vi mener, at blandt andet rydningen af Ungdomshuset bliver brugt i ekstremistiske miljøer, som påskud for en yderligere radikalisering (…) Efter PET’s opfattelse er ekstremistiske miljøer både på højre- og venstrefløjen blevet mere militante, og den udvikling kan føre til egentlig terrorisme."
Ydermere kan Politiken berette om at nogle aktivister fra Ungdomshuset mener, at blandt andet brandattentater og kidnapninger kan være muligheder for at føre deres kamp videre. Dette bliver dog afvist i en pressemeddelelse fra Ungdomshusets pressegruppe, der blandt andet siger: Politikens kioskbasker af en historie er alene baseret på én persons udsagn og er på ingen måde repræsentativ for vores bevægelse. (Se diskussionen på ovenstående ref.)

### G13 og nye forhandlinger
I sensommeren 2007 annoncerede et initiativ, der kaldte sig selv Aktion G13, at man lørdag d. 6. oktober 2007 ville afholde en stor demonstration, der ville gå fra Nørrebrohallen til Grøndalsvænge Alle 13 og besætte det gamle vandværk dér med henblik på at gøre det til et nyt ungdomshus. Den usædvanlige taktik med længe forinden at annoncere både dato og sted for en besættelse havde bl.a. til formål at sikre en stor opbakning om aktionen, og projektet opnåede også en del omtale i de følgende måneder. Det var fra nogle annonceret, at besættelsen var en ikke-voldelig aktion, mens andre deltagere havde modsatte hensigt med aktionen. 
Da G13 endelig løb af stablen i oktober deltog adskillige tusinde i den ulovlige husbesættelse, og selv om man holdt sig til det annoncerede ikke-voldelige kodeks blev demonstranterne mødt med massiv modstand af politiet, der smed store mængder tåregas ind blandt demonstranterne og anholdt 436 personer, hvilket på tidspunktet var Danmarkshistoriens største masseanholdelse.
Forud for aktionen havde overborgmester i København Ritt Bjerregaard annonceret, at hun – såfremt aktionen løb fredeligt af stablen – ville indbyde repræsentanter for de unge til samtale. Denne udmelding fulgte hun op på, ved efter weekendens hændelser at indbyde til samtale på sit kontor d. 11. oktober 2007. I kølvandet herpå indledtes forhandlinger mellem overborgmesteren og Ungdomshusbevægelsen repræsentereret ved mandagsmødet og dennes forhandlingsgruppe samt Fonden Jagtvej 69. Den 27. oktober kunne forhandlingsparterne meddele, at man var blevet enige om en rammeaftale for et nyt ungdomshus i København til vedtagelse på borgerrepræsentationsmøde d. 13. december.
Efter nogle måneders yderligere forhandlinger landede man på at placere det nye Ungdomshus i en del af Kulturhuset Bispebjerg Nordvest, og d. 11. juni 2008 vedtog borgerrepræsentationen den endelige aftale med løfte om ibrugtagning af det nye Ungdomshus d. 1. juli 2008.

### BlokR
BlokR skulle have været en aktion for et nyt ungdomshus i København i april 2008. Aktionen gik ud på at belejre rådhuset. De unge selv kaldte det en form for G13 nummer to, hvor de unge besatte Grøndalsvænge 13. Aktionen blev aflyst, på grund af at politikerne lovede de unge et hus, i stedet blev BlokR til en glædesdemonstration, over at de unge havde fået et nyt Ungdomshus i København.

### Retligt efterspil
22. december 2008 afsagde Københavns Byret dom over de danskere, 10 mænd og 5 kvinder, der var til stede da ungdomshuset blev ryddet. Alle fik ubetingede fængselsstraffe på typisk 15 måneder. Dommene blev ifølge Politiken baseret på, at »de tiltalte, der befandt sig i huset, fandtes at have været fuldt på det rene med i hvert fald tilstedeværelsen af sten, malingsbomber, pebersprays, slangebøsser, jernstænger«, står der i dommen.
Den konstaterer, at »effekterne skulle benyttes til at gøre modstand mod politiet i forbindelse med rydningen af huset« og at de tilstedeværende var fuldt klar over at rydningen var nært forestående.
12 af de 15 sigtede blev dømt på, at have haft til hensigt at udøve vold mod politiet, selvom ingen vold faktisk blev udøvet af disse. 3 blev dømt på baggrund af at have udøvet vold mod politiet efter at de blev anholdt.
De 17 udlændinge der var til stede under rydningen havde per 22. december 2008 stadig ikke modtaget en dom.

## Øvrige besættelser

### Dortheavej 63
Huset på Dortheavej, også kaldet Ungdomshus nr. 2, var en tom erhvervsejendom, på Dortheavej 63 i Københavns Nordvestkvarter (umiddelbart ved siden af kulturhuset, der senerehen skulle blive til Ungdomshuset på Dortheavej 61), der lørdag den 13. januar 2007 blev besat. Huset, som er bygget sammen med et kulturhus, blev af initiativtagerne, Initiativet for Flere Ungdomshuse, hurtigt døbt Villa Villekulla efter den autoritetstrodsende Pippi Langstrømpes hus. Initiativet er ifølge dets talsmand Mads Clausen uden organisatorisk forbindelse til Ungdomshuset på Jagtvej, men flere af deltagerne, ham selv inklusive, var også brugere af Jagtvej 69. Gruppen opfordrede med besættelsen de københavnske politikere til at købe huset til dem af ejeren, De Forenede Ejendomsselskaber. Ejeren var imidlertid ikke interesseret i at sælge. Efter at have givet de unge frit lejde til at forlade huset uden at blive anholdt, valgte politiet at trække sig tilbage. Kulturborgmester Martin Geertsen (V) afviste i forbindelse med besættelsen al fremtidig dialog med henblik på at etablere et nyt ungdomshus.
Om formiddagen d. 15. januar rykkede politiet ind for at rydde huset, og 94 unge blev i denne anledning anholdt. Alle besætterne forholdt sig fredeligt imens de sang "Her kommer Pippi Langstrømpe" og smed balloner på politiet, der var på vej ind. Besætterne fulgte frivilligt med politiet ud
.

### Palazet på Rådhuspladsen
En håndfuld unge brugere af Ungdomshuset, der efter rydningen d. 2. marts 2007 var blevet husvilde, opstillede tirsdag d. 6. marts et telt på Rådhuspladsen, der skulle tjene som midlertidigt ungdomshus, indtil der kom en løsning på konflikten, og samtidig tjene til at gøre politikerne på Rådhuset og forbipasserende i øvrigt opmærksomme på situationen. Opførelsen skete under parolen: "I smed os på gaden – nu er vi her. Vi bli'r, til vi får et hus". Aktionen forløb fredeligt. Vej&Park fra Københavns Kommune samt Københavns Politi aflagde det 'nye' ungdomshus et besøg og fandt ingen problemer, så længe de unge, blot ryddede op efter sig. Det nye 'hus' blev døbt Palazet og nogle af Ungdomshusets sædvanlige aktiviteter – musik, kunst, gøgl, vegansk folkekøkken med mere – blev videreført fra denne nye adresse. Nogle bød velkommen med blandt andet mad, tæpper og adgang til strøm. Andre var dog mindre positive, og den 1. april blev teltet fjernet af politiet. Den følgende nat begik en mindre gruppe aktivister hærværk mod bl.a. Københavns Bymuseum.

### Øvrigt
I marts og april 2007 blev endvidere en række andre huse besat til støtte for Ungdomshuset – hovedsageligt i København. Størstedelen af disse blev hurtigt ryddet af politiet, i hvilken forbindelse få besættere blev anholdt. Disse aktioner forløb generelt fredeligt, og en talskvinde for aktivistgruppen Palazet udtalte: "Vi er en ikke-voldelig gruppe. Sidst vi besatte et hus, kastede vi med fjer og vand. Vi elsker ikke vold fra nogen sider.". I flere tilfælde valgte aktivisterne ikke at offentliggøre lokaliteterne for de nye besættelser.

## Film om Ungdomshuset

### 500 Stenkastende Autonome Voldspsykopater fra Helvede
I januar 2006 fik et filmhold adgang til Ungdomshuset, og dette resulterede i dokumentaren 500 Stenkastende Autonome Voldspsykopater fra Helvede, der fik premiere den 16. november 2006 på dokumentarfilmfestivalen CPH:DOX.

### 69 – Ungeren Indefra
Den 11. november 2008 udkom der så en ny dokumentar fra Bastard Film (der blandt andet også har stået bag filmen BZ) under titlen 69 – Ungeren Indefra, som følger Mads, en af de faste aktivister, i de sidste seks måneder af husets levetid op til rydningen med bl.a. optagelser indefra huset under 1. marts. Inden den udkom ville politiet have ransaget journalist Ditte Marie Nielsens lejlighed for at få fat i råbåndene til filmen – i håb om at de kunne bruges som beviser mod nogle af aktivisterne i de verserende sager omkring rydningsdagen – men blev nægtet det af dommerne.

### Ungeren - Overgi'r sig aldrig
I 2024 sendte DR dramaserien Ungeren - Overgi'r sig aldrig i fem dele om det fiktive unge par Iben (Thit Aaberg) og Alex (Elias Budde Christensen) og deres kammerater i Ungdomshusets sidste måneder inden politiets rydning. Serien var instrueret af Mads Matthiesen.

## Tidslinje
Dette er en tidslinje over de vigtigste begivenheder i perioden 1995 til marts 2010.
1995
- Ungdomshuset indgår, på foranledning af et tilbud fra KUC, samarbejde om en gennemgribende renovering af Ungdomshuset, hvilket udmunder i et projekt, der koster ca. 11,5 mio. kr og som står over for at skulle godkendes af kommunen i februar 1996.

1996
- 27. januar: En del af Ungdomshuset brænder.
- 20. februar: På konservativ foranledning beslutter borgerrepræsentationen ikke at genopbygge huset efter branden.
- I begyndelsen af juni trækker KUC sig ud af fortsat samarbejde med Ungdomshuset.
- I slutningen af juni går en flok brugere ind i huset og begynder selv at genopbygge huset.
- September: Brandskaderne er udbedrede og bygningsgodkendte.
- Oktober: Kommunen anerkender, at brugerne selv har udbedret brandskaderne.

1997
- Marts: Brandmyndighederne anerkender alle reparationer.[kilde mangler]
- April: 1997-aftalen underskrives[94].

1999
- Marts: Angreb af ægte hussvamp konstateres.
- 6. maj: Kommunen beslutter at sætte huset til salg.
- 28. oktober: Kommunen beslutter, at de ikke vil sælge til "Fonden til fremme af blivende økologisk balance".

2000
- 27. oktober: Faderhuset stiller tilbud på 2,3 mio. kr.
- 31. oktober: Human A/S under stiftelse ved Inger Stokvad Loft stiller tilbud på 2,6 mio. kr.
- 16. november: Kommunen beslutter at sælge huset til Human A/S under stiftelse ved Inger Stokvad Loft.

2001
- 29. januar: Skødet på Jagtvej 69 underskrives af Inger Stokvad Loft.
- 28. februar: Human A/S opsiger Brugeraftalen af 1997.
- 15. september: Faderhuset overtager HUMAN A/S.
- 9. oktober: Ungdomshusets advokat Bjarke Madsen modtager en øjeblikkelig opsigelse. Faderhuset anråber fogedretten, der afviser sagen til civilt søgsmål.
- 30. oktober: Kommunens økonomiudvalg afviser at gøre brug af tilbagekøbsretten.
- 31. december: Faderhuset låser sig ind i ejendommen, men bliver efterfølgende angrebet og smidt ud af huset igen.

2004
- 7. januar: Københavns Byret afgør, at brugerne skal forlade huset.

2006
- 28. august: Østre Landsret stadfæster byrettens dom.
- 17. oktober: Fogedretten bestemmer, at brugerne skal være ude den 14. december.
- 30. oktober: Procesbevillingsnævnet afviser anke til Højesteret.
- 14. december: Sidste dato for, hvornår huset ifølge Fogedretten skulle forlades.
- 16. december: Flere aktivister afholder en af de største demonstrationer i husets historie. Brugernes demonstrationer ender med voldelige sammenstød med politiet samt afbrænding af affaldspande og cykler på Nørrebro og Christianshavn.

2007
- 1. marts – Ungdomshuset bliver ryddet. Ophidsede demonstranter angriber politiet, begår ildspåsættelse og forretter hærværk for mindst 14 mio. kr.[95]
- 2. marts – Faderhuset rydder med hjælp fra politiet huset for alt inventar.
- 5. marts – Nedrivningen af Ungdomshuset påbegyndes. Arbejderne arbejder forklædt af frygt for at blive genkendt af autonome sympatisører af Ungdomshuset.
- 6. marts – Ungdomshuset ligger i ruiner og flyttes med politieskorte til en nærliggende losseplads. Enkelte sten og andre effekter sendes på museum.
- 6. marts – Unge brugere af Ungdomshuset flytter ind i Palazet på Rådhuspladsen i København under parolen: "I smed os på gaden – nu er vi her. Vi bli'r til vi får et hus"
- 7. marts – Politibetjente uddeler murbrokker fra huset som minder til ca. 100 tilskuere.
- 1. april – Politiet rydder det midlertidige 'ungdomstelt' Palazet, som tidligt samme morgen var blevet flyttet fra Rådhuspladsen til Aksel Torv som en aprilsnar til politiet.
- 16. april – Stevnsgade Skole besættes kortvarigt af ca. 150 unge og ryddes igen samme aften.
- 18. maj – Ruth Evensen meddeler, at Faderhuset har tænkt sig at bygge på byggetomten, hvor Ungdomshuset stod.
- 25. maj – De sidste 16 aktivister, der blev anholdt inde i Ungdomshuset under rydningen, bliver løsladt.
- 12. august – En aktivistgruppe, der kalder sig selv Aktion G13, proklamerer på flere hjemmesider, at man d. 6. oktober vil besætte et nyt, ikke yderligere specificeret hus. Den 15. august oplyser gruppen, at det er tale om den gamle vandværksgrund på adressen Grøndalsvænge Allé 13, der også tidligere har været forsøgt besat.
- 16. august – Politiet dropper tiltalen mod 12 personer, der blev anholdt i forbindelse med balladen på Sankt Hans Torv natten mellem den 2. og 3. marts, på grund af mangel på beviser.[96]
- 16. – 17. august – En gruppe aktivister besætter endnu engang huset i Griffenfeldsgade. Politiet tror, de får ryddet huset omkring kl. 4.00 om morgenen d. 17. august, hvilket resulterer i spredte optøjer på Nørrebro, hvor der blandt andet kastes med sten og sættes ild på affaldscontainere. 34 aktivister bliver anholdt i forbindelse med urolighederne[97]. Det viste sig dog dagen efter, at huset stadig var besat, da politiet forlod det, og at det tog over 24 timer fra besættelsens start til den endelige rydning[98].
- 19. september – Ruth Evensen, der tidligere har meldt ud, at Faderhuset ønsker at bebygge grunden Jagtvej 69, sætter nu samme grund til salg for 15 mio. kroner til en ukendt investor[99].
- 4. oktober – Ritt Bjerregaard inviterer forud for Aktion G13 aktivister til møde, såfremt de ikke benytter vold i forbindelse med aktionen [100]
- 6. oktober – Den ikke-voldelige men dog ulovlige Aktion G13 gennemføres. Politiet svarer hårdt med tåregas og anholdelser. Der lyder mange klager over politiets behandling af de anholdte, der angiveligt blev placeret på et koldt kældergulv i op mod tolv timer i strips uden mulighed for toiletbesøg eller anden aflastning[kilde mangler]. Umiddelbart i ugen efter indleder Ritt forhandlinger med aktivisterne.
- 27. november – Overborgmesteren bliver enig med de unge og advokat Knud Foldschack om en hensigtserklæring for et kommende ungdomhus [101]. Der bliver kigget efter velegnede steder og lokale kommuner bliver udspurgt om deres interesse i beliggenhed af et kommende ungdomshus.
- 13. december – Hensigtserklæringen forventes vedtaget af Borgerrepræsentationen på deres sidste møde i 2007.

2008
- 28. februar – Torsdagsdemo nr. 53 afholdes under festlige forhold som fejring af, at man nu har demonstreret hver eneste torsdag i et helt år.
- 1. marts – Årsdagen for Ungdomshusets rydning markeres af en fredelig demo, hvor flere tusinde demonstranter går i to optog til Rådhuspladsen, ét fra Nørrebrohallen og ét fra Christiania. Her festes der i regnvejr. Aften forløber roligt [102]
- 11. juni – Københavns Borgerrepræsentation vedtager et forslag om a placere et nyt Ungdomshus i en del af Kulturhus Bispebjerg Nordvest. I samme ombæring vedtages et forslag om ca. 70 mio. kroner til yderligere kulturelle løft i området.
- 26. juni – Torsdagsdemo nr. 70 afholdes som den sidste.
- 1. juli – Nøglerne til Dortheavej 61 overdrages formelt til de unge. En større opgave med indretning af huset iværksættes af aktivister.
- 18. oktober – Det nye ungdomshus åbner officielt og gæstes af over tusind mennesker til åbningsfesten [103]

2010
- 22. marts – Det kommer til offentlighedens kendskab at Faderhuset omkring årsskiftet 2009-2010 videresolgte grunden til en ukendt køber.[104] (Faderhuset er herefter officielt ikke længere part i sagen om Ungdomshuset på Jagtvej.) Undervejs forsøger advokat Knud Foldschack og Fonden Jagtvej 69 at forhandle om grundens videre skæbne, men forgæves.[105]
- 13. juli – Udviklingsselskabet af 2010 ejet af ejendomsrådgivningsvirksomheden Procasa bekræfter at de er de nye ejere.[106]
- 8. november – Ejeren af Udviklingsselskabet af 2010, Carsten Tidgen Houtved, annoncerer at de muligvis vil bygge ungdomsboliger og forretninger på grunden.[107]
- 12. november – Brugerne af det nye ungdomshus på Dortheavej udtaler, at udviklingsselskabet nu har gjort sig til en "del af en konflikt".[108]

2011
- Siden årsskiftet 2011 er planerne endnu ikke indfriet og grundens videre skæbne er fortsat uvis.
- 4. februar kommer det til sammenstød mellem politi og unge, da de unge afslutter en demonstration med at bygge barrikader og sætte ild til dem og molotov-cocktails.[109]